# Townsville Fire
Townsville Fire is een Australische basketbalclub voor dames uit Townsville, Queensland actief in de Women's National Basketball League, de hoogste Australische damesbasketbalcompetitie.
Het in 2001 opgericht team wordt sinds 2014 gesponsord door de James Cook University waarvan een van de universiteitscampussen in Townsville is gevestigd. Het team was kampioen van de Women's National Basketball League na winst in de Grand Final in 2015, 2016 en 2018.

## Bekende (oud-)spelers
- Suzy Batkovic
- Rohanee Cox
- Jo Hill
- Natalie Porter
- Aneka Kerr
- Julie Vanloo